# La biondina (film)
La biondina è un film muto italiano del 1923 diretto da Amleto Palermi.